# Oropezella metallica
Oropezella metallica är en tvåvingeart som beskrevs av Smith 1962. Oropezella metallica ingår i släktet Oropezella och familjen puckeldansflugor. Inga underarter finns listade i Catalogue of Life.